# Ахатова, Ираида Абубакировна
Ираида Абубакировна Ахатова (баш. Ираида Әбүбәкер ҡыҙы Әхәтова; род. 10 января 1946, дер. Муллино) — советский и российский зооинженер, доктор сельскохозяйственных наук (1994), профессор (1995), заслуженный деятель науки Башкортостана (1998). Член-корреспондент АН Республики Башкортостан (2012).

## Биография
Ираида Абубакировна Ахатова родилась 10 января 1946 года в деревне Муллино Бураевского района БАССР. С 1964 по 1977 годы работала фельдшером в медицинских учреждениях и лаборатории гельминтологии Башкирском филиале Академии наук СССР.
В 1977 году окончила Башкирский сельскохозяйственный институт (БСХИ), после чего с 1977 по 1995 год работала научным сотрудником лаборатории коневодства Башкирского научно-исследовательского института животноводства и кормопроизводства. С 1995 по 1999 год — учёный секретарь Башкирского научного центра Российской академии сельскохозяйственных наук; 1999—2004 гг. — заведующий кафедрой разведения сельскохозяйственных животных Башкирского государственного аграрного университета (БГАУ). С 2005 года — профессор кафедры ветсанэкспертизы БГАУ.
Защитила кандидатскую (в 1987 году в Всероссийском научно-исследовательском институте коневодства) и докторскую (в 1994 году в Всероссийском научно-исследовательском институте генетики и разведения сельскохозяйственных животных) по теме «Селекционно-генетические основы повышения молочной продуктивности лошадей башкирской породы» диссертации. С 2006 по 2016 год работала учёным секретарём отделения биологических и сельскохозяйственных наук Академии Наук Республики Башкортостан. Член-корреспондент Академии наук Республики Башкортостан с 2012 года.
Является автором трёх селекционных достижений-заводских линий Спектра, Гайрата и молочного типа ирандыкский в башкирской породе лошадей.

## Труды
- Ахатова Ираида Абубакировна — соавтор 270 научных и методических трудов, включая 12 монографий, авторских свидетельств на 3 селекционных достижения в животноводстве, и 1-го патента РФ на изобретение .
- И. Ахатова «Разведение сельскохозяйственных животных» Уфа, 2003).
- Ахатова И. А. «Молочное коневодство: племенная работа, технологии производства и переработки кобыльего молока» Рос. акад. с.-х. наук [и др.] Уфа; Гилем, 2004, — 323 с., ил., табл.; 20 см

## Награды
- Награждена двумя серебряными медалями ВДНХ СССР
- Нагрудный знак «Изобретатель СССР»
- Награждена почётными грамотами МСХ РБ, Российской академии с.-х. наук и АНРБ.
- Медаль «За заслуги перед отечеством» II степени